# 1971-es Formula–1 osztrák nagydíj
Az 1971-es Formula–1 világbajnokság nyolcadik futama az osztrák nagydíj volt.

## Futam
Stewart, aki az első hét versenyből ötöt megnyert, 51 ponttal érkezett az osztrák nagydíjra. A második Ickxnek mindössze 19 pontja volt. Peter Gethin átigazolt a McLarentől a BRM-hez, Rodríguez helyére. A McLarennél Jackie Oliver helyettesítette. Niki Lauda egy gyári March autót bérelt ki, ez volt a későbbi háromszoros világbajnok első versenye. Az időmérésen Siffert a második helyre szorította Stewartot. Cevert a harmadik, Regazzoni a negyedik, Fittipaldi az ötödik, Ickx a hatodik helyről indult.
Siffert a rajt után is megtartotta a vezetést, Stewart összes támadását kivédte. A Ferrarik hamar bajba kerültek, mindketten hamar kiestek motorhiba miatt. A harmadik helyre így Cevert jött fel, majd a 23. körben megelőzte Stewartot is, aki autójának kezelhetetlensége miatt lelassult. A 36. körben a skót kiesett féltengelytörés miatt. Cevert a 43. körben motorhiba miatt esett ki, a második hely Fittipaldié lett. Az utolsó körökben Siffert egyik gumija leeresztett, de elég nagy előnye volt ahhoz, hogy győzzön 4 másodperccel Fittipaldi, Schenken, Wisell, Hill és Henri Pescarolo előtt. Stewart kiesése ellenére is bebiztosította bajnoki címét, három versennyel a szezon vége előtt.
| Helyezés | #  | Versenyző          | Csapat/Motor     | Futott körök | Idő/Kiesés oka      | Rajthely | Pontszám |
| -------- | -- | ------------------ | ---------------- | ------------ | ------------------- | -------- | -------- |
| 1        | 14 | Jo Siffert         | BRM              | 54           | 1h30:23,91          | 1        | 9        |
| 2        | 2  | Emerson Fittipaldi | Lotus-Ford       | 54           | + 4,12              | 5        | 6        |
| 3        | 8  | Tim Schenken       | Brabham-Ford     | 54           | + 19,77             | 7        | 4        |
| 4        | 3  | Reine Wisell       | Lotus-Ford       | 54           | + 31,87             | 10       | 3        |
| 5        | 7  | Graham Hill        | Brabham-Ford     | 54           | + 48,43             | 8        | 2        |
| 6        | 25 | Henri Pescarolo    | March-Ford       | 54           | + 1:24,51           | 13       | 1        |
| 7        | 24 | Rolf Stommelen     | Surtees-Ford     | 54           | + 1:37,42           | 12       |          |
| 8        | 17 | Ronnie Peterson    | March-Ford       | 53           | +1 kör              | 11       |          |
| 9        | 10 | Jackie Oliver      | McLaren-Ford     | 53           | +1 kör              | 22       |          |
| 10       | 23 | Peter Gethin       | BRM              | 52           | +2 kör              | 16       |          |
| 11       | 16 | Helmut Marko       | BRM              | 52           | +2 kör              | 17       |          |
| 12       | 19 | Nanni Galli        | March-Alfa Romeo | 51           | +3 kör              | 15       |          |
| HN       | 27 | Mike Beuttler      | March-Ford       | 47           | Helyezés nélkül     | 19       |          |
| Kiesett  | 12 | François Cevert    | Tyrrell-Ford     | 42           | Motorhiba           | 3        |          |
| Kiesett  | 11 | Jackie Stewart     | Tyrrell-Ford     | 35           | Féltengely          | 2        |          |
| Kiesett  | 4  | Jacky Ickx         | Ferrari          | 31           | Motorhiba           | 6        |          |
| Kiesett  | 26 | Niki Lauda         | March-Ford       | 20           | Meghajtás           | 21       |          |
| Kiesett  | 22 | John Surtees       | Surtees-Ford     | 12           | Motorhiba           | 18       |          |
| Kiesett  | 5  | Clay Regazzoni     | Ferrari          | 8            | Motorhiba           | 4        |          |
| Kiesett  | 15 | Howden Ganley      | BRM              | 5            | Gyújtás             | 14       |          |
| Kiesett  | 9  | Denny Hulme        | McLaren-Ford     | 4            | Motorhiba           | 9        |          |
| Kiesett  | 28 | Jo Bonnier         | McLaren-Ford     | 0            | Üzemanyag szivárgás | 20       |          |

## Statisztikák
Vezető helyen:
- Jo Siffert: 54 (1-54)

Jo Siffert 2. győzelme, 2. pole-pozíciója, 2. leggyorsabb köre, egyetlen mesterhármasa (pp, lk, gy)
- BRM 15. győzelme.

Niki Lauda első versenye.